# مسجد علمجير

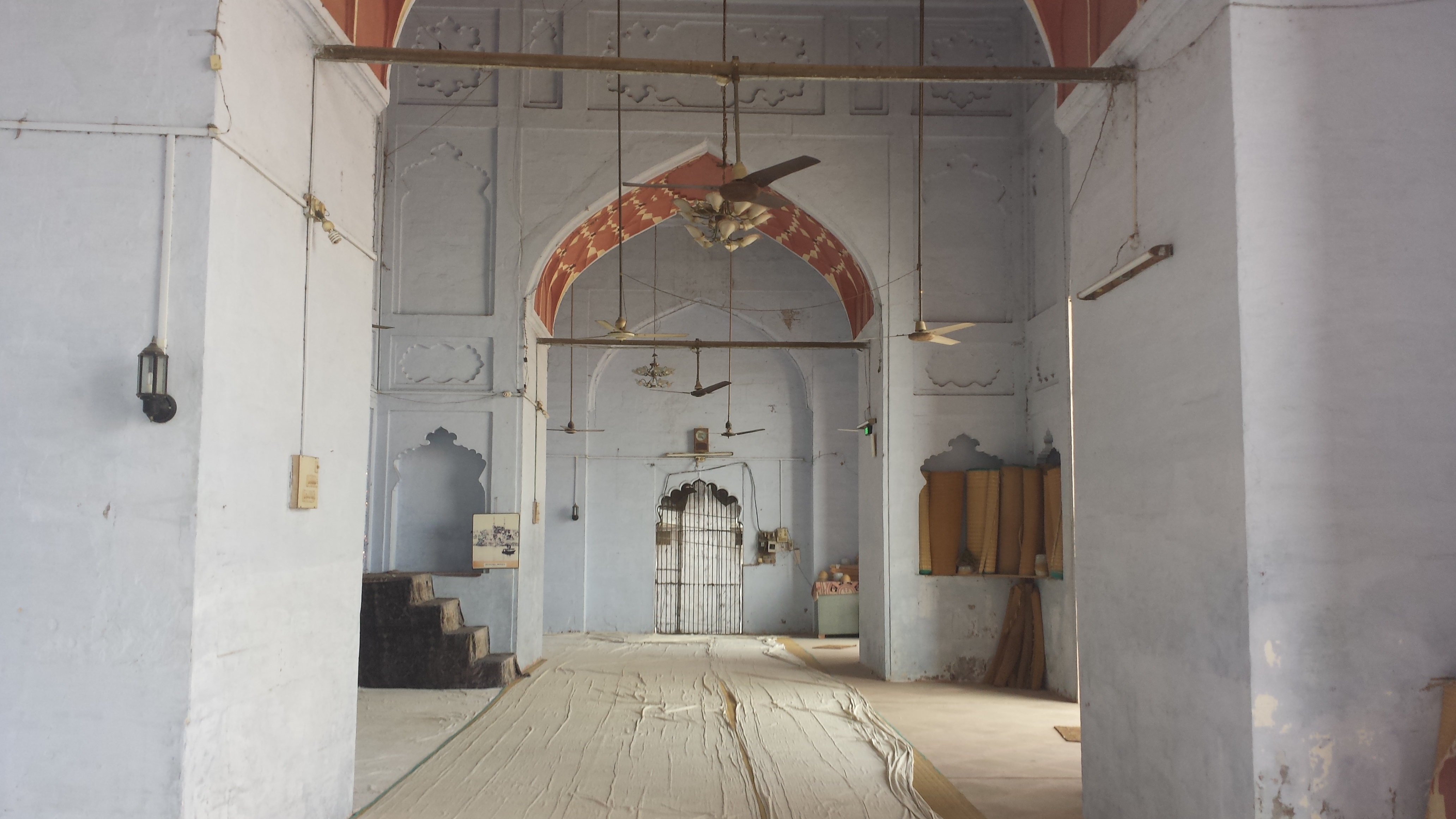
منظر داخلي

مسجد علمجير أو مسجد أورنجزيب (بالهندية: आलमगीर मस्जिद) هو مسجد في فاراناسي، أتر برديش في الهند.

## الموقع
يقع المسجد في موقع مهم في الجهة العليا من بانشاجانجا جات. يحتوي الجات على درجات واسعة تنزل الى نهر الغانج.
غزا أورنجزيب فاراناسي في عام 1669 ودمر معبد بيندو مادهاف في عام 1673 وبنى مسجد علمجير على أنقاض معبد شيفا في كريتيفاسيشوارا الواقع في داراناجار، قلب فاراناسي  وأطلق عليه اسم مسجد علمجير، على اسم لقبه الشرفي "علمجير"، والذي تبناه بعد أن أصبح إمبراطورًا لإمبراطورية المغول.
لم تتمكن مآذن الجامع من الصمود امام عوامل الزمن. ففي القرن التاسع عشر، اضطر العالم الإنجليزي جيمس برينسيب الى ترميمها. و في عام 1948، حدث فيضان مما أدى الى انهيار احدى المئذنتين و بالتالي مقتل عدد من الأشخاص. و في وقت لاحق ، قامن الحكومة الهندية بهدم المئذنة الأخرى لأسباب امنية.

## سمات

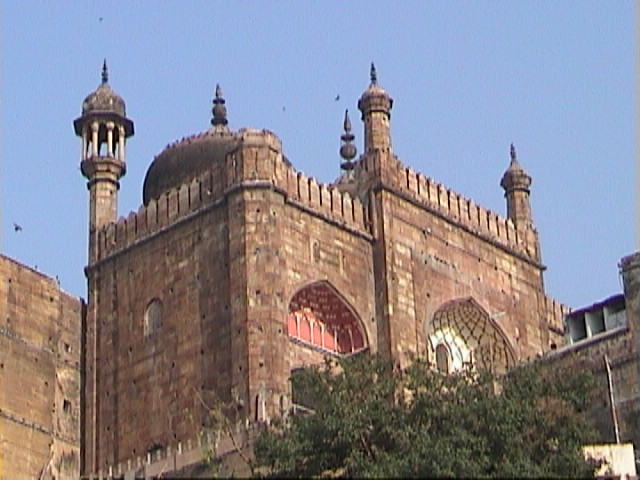
مسجد علم جير

المسجد من الناحية المعمارية عبارة عن مزيج من العمارة الإسلامية والهندوسية. يحتوي المسجد على قباب ومآذن عالية.   تضررت اثنتان من مآذنها؛ حيث انهارت إحدى المآذن مما أسفر عن مقتل بضعة أشخاص وتم هدم الأخرى رسميًا بسبب مخاوف تتعلق بالاستقرار. يقال أن بانشاجانجا جات حيث يقع المسجد هو المكان الذي تلتقي فيه خمسة تيارات. في شهر أكتوبر يتم إضاءة المصابيح أعلى عصا الخيزران كعلامة على التوجيه للأسلاف.

## معرض الصور

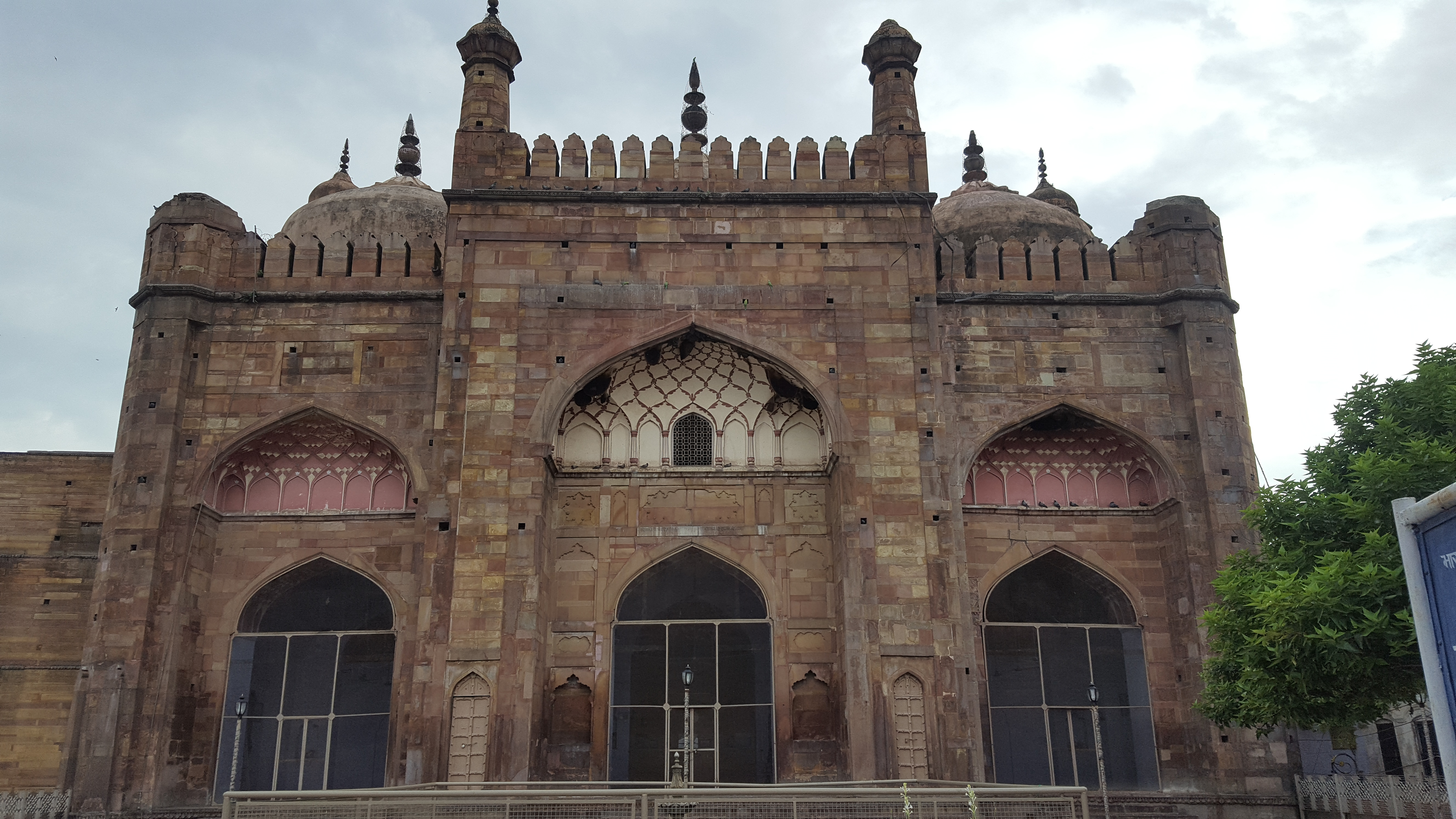
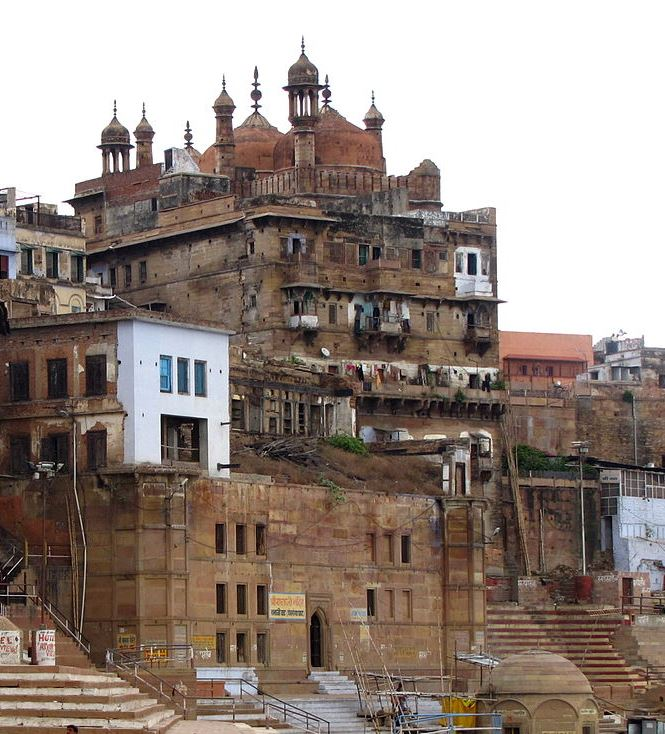
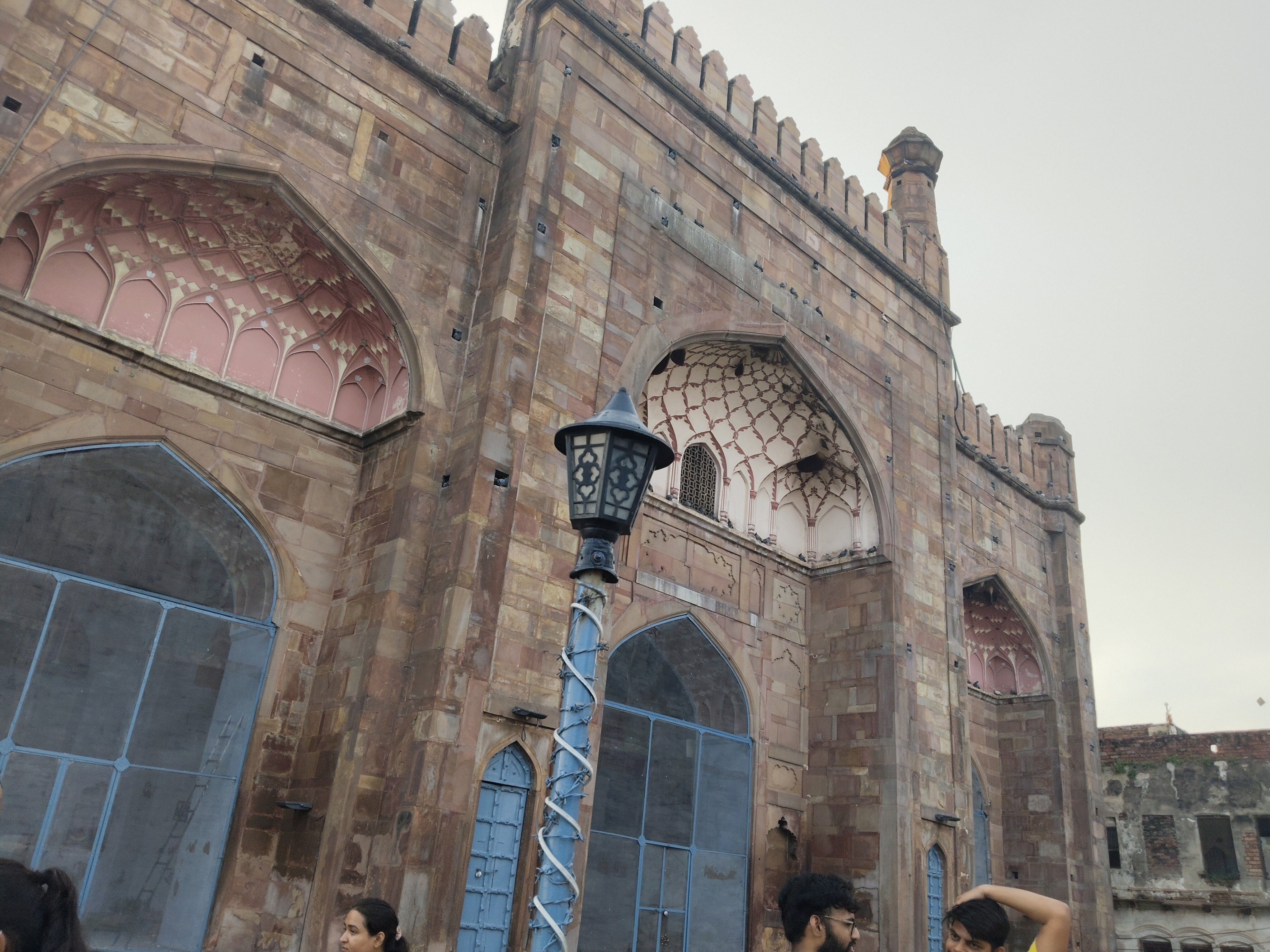
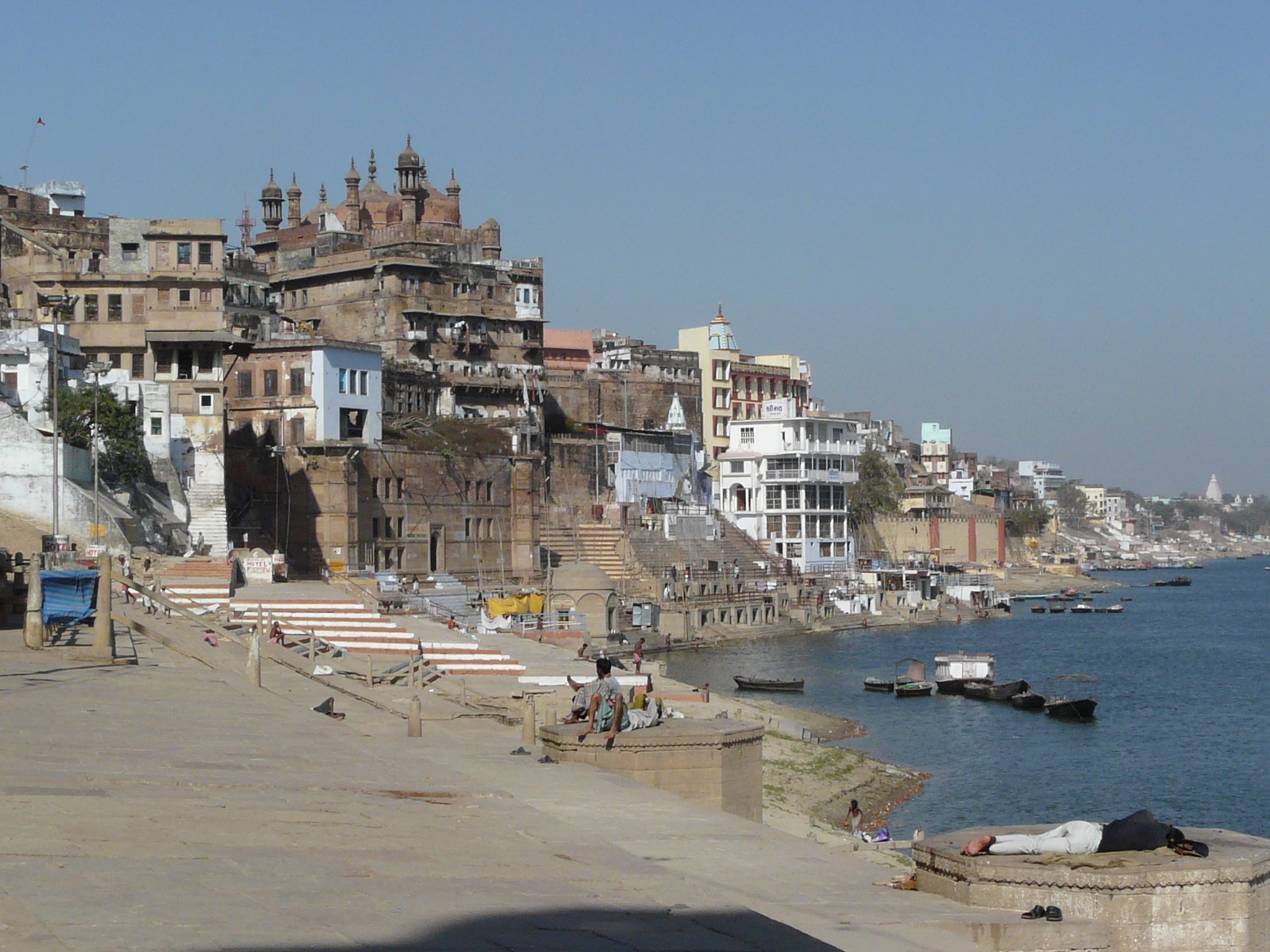
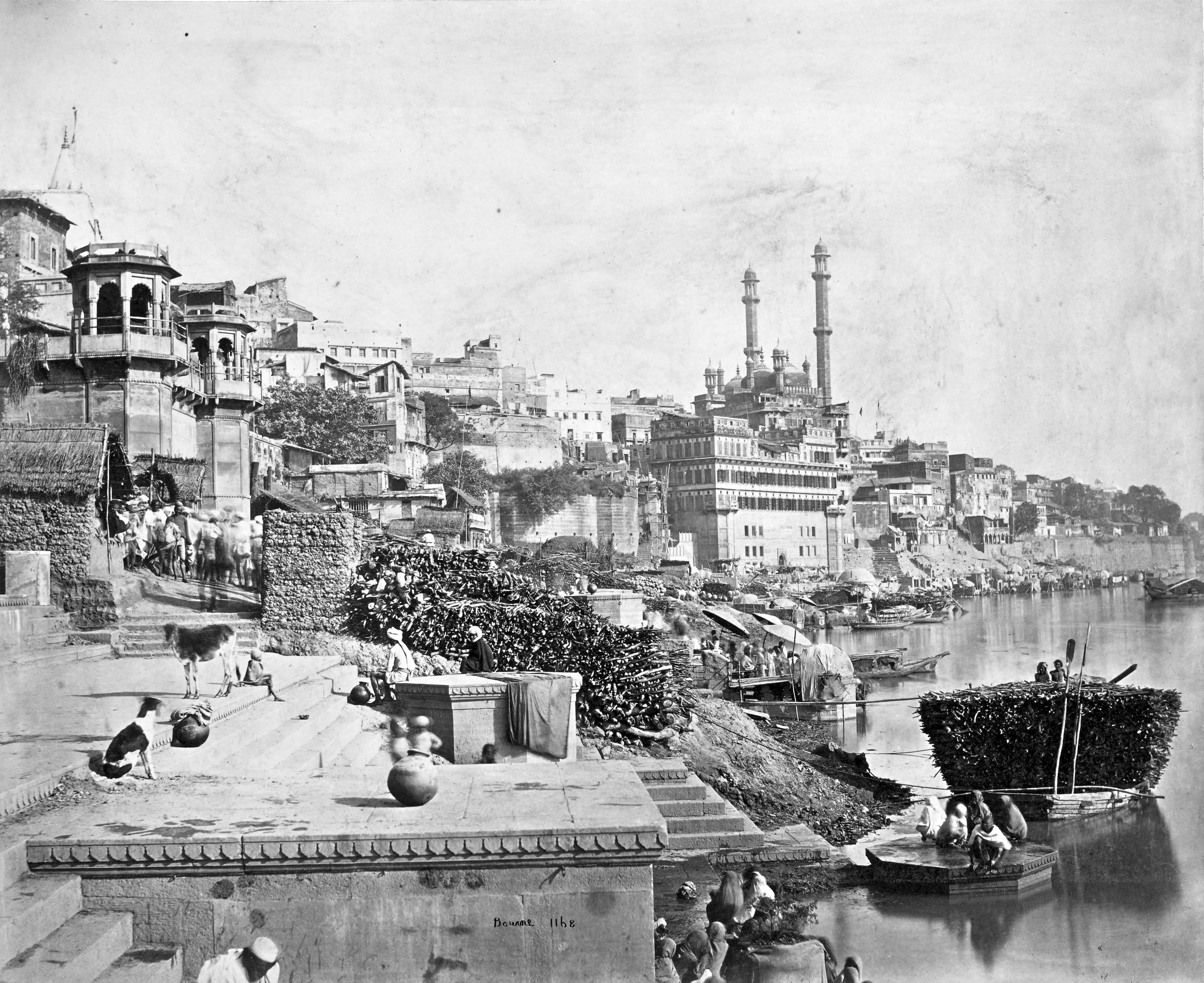
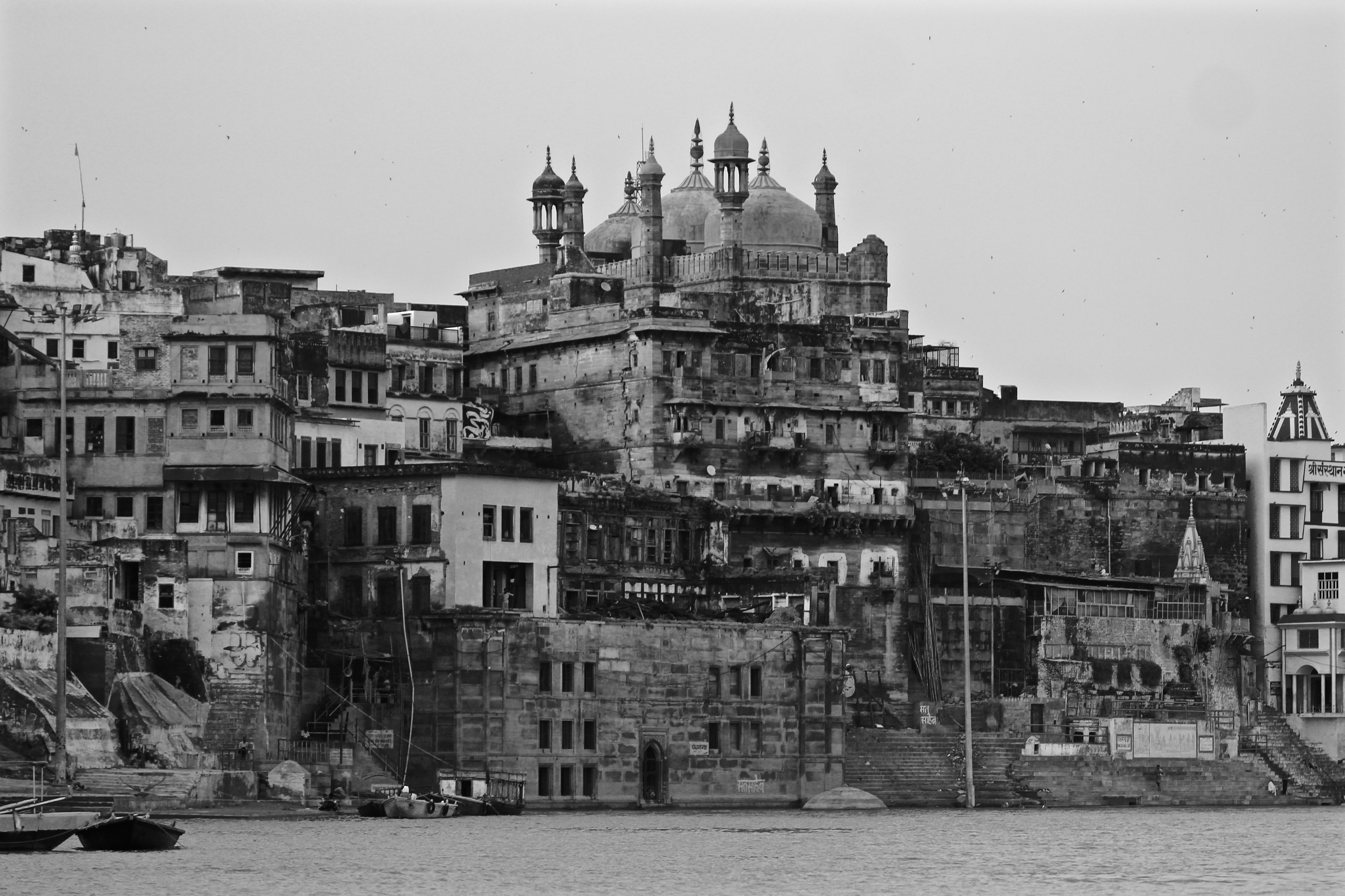

### الاستشهادات
1. ↑   https://asi.nic.in/alphabetical-list-of-monuments-patna-circle/. {{استشهاد ويب}}: |url= بحاجة لعنوان (مساعدة) والوسيط |title= غير موجود أو فارغ (من ويكي بيانات) (مساعدة)
2. ↑  Crowther, Raj & Wheeler 1984.
3. ↑  "Alamgir Mosque – Lost Vishnu Temple Of Varanasi". Varanasi Guru. 6 أبريل 2018. مؤرشف من الأصل في 2023-10-17. اطلع عليه بتاريخ 2018-04-06.
4. ↑  Hussain 1999، صفحة 70.
5. ↑  
"Alamgir Mosque – Lost Vishnu Temple Of Varanasi". Varanasi Guru. 6 أبريل 2018. مؤرشف من الأصل في 2023-10-17. اطلع عليه بتاريخ 2018-04-06.
6. ↑  Davenport Adams, W. H. (1888). India Pictorial and Descriptive. T. Nelson and Sons. ص. 138.
7. 1 2  Kumar 2003، صفحة 90.
8. 1 2 3  Betts & McCulloch 2013، صفحة 213.
9. 1 2  Shetty 2014، صفحة 73.

## قراءة إضافية
- Vit-Suzan، Dr Ilan (28 مارس 2014). Architectural Heritage Revisited: A Holistic Engagement of its Tangible and Intangible Constituents. Ashgate Publishing, Ltd. ISBN:978-1-4724-2064-0. مؤرشف من الأصل في 2023-04-04.